# Thomas Schrimm

Thomas Schrimm, vor 2020

Thomas Schrimm (* 31. März 1961 in Karlsruhe, Baden-Württemberg) ist ein deutscher Schauspieler. Er ist seit 2017 Ensemblemitglied im Metropoltheater München.

## Leben
Seine Ausbildung machte Thomas Schrimm von 1986 bis 1988 an der Badischen Schauspielschule Karlsruhe sowie 1988–1990 der Rheinischen Tanz- und Theaterschule Düsseldorf.
Er gastierte 1990 zunächst am Schauspielhaus Düsseldorf und Theater Basel, anschließend wechselte er 1991 ins feste Engagement am Staatstheater Kassel. 1992 gastierte er am Schauspiel Bonn in Inszenierungen von Valentin Jeker. 1992 bis 1997 machte er eine „Babypause“ kehrte zurück nach Karlsruhe und spielte am Theater „Die Insel“ in Karlsruhe. Von 1998 bis 2001 war er am Schillertheater NRW Wuppertal engagiert und arbeitete dort u. a. mit den Regisseuren Paolo Magelli, F.P. Steckel, Volker Lösch, Markus Dietz. Von 2001 bis 2011 war er am Badischen Staatstheater Karlsruhe engagiert, hier spielte er u. a. in Inszenierungen von Michael Simon, Johannes Lepper, Thomas Krupa, Donald Berkenhoff und Jens-Daniel Herzog. Von 2012 bis 2016 war er festes Ensemblemitglied am Stadttheater Ingolstadt.
2016/2017 produzierte er mit seinem Pianisten Johannes Mittl den Liederabend „Im Auftrag des Herrn“.
Seit 2017 ist er freischaffend als Synchronsprecher unterwegs und als Schauspieler auf der Bühne des Metropoltheaters München, aber auch in anderen Produktionen zu sehen.

## Theater (Auswahl)
- 1986–1989: Theater die Insel Karlsruhe
- 1990–1991: Schauspielhaus Düsseldorf
- 1991: Theater Basel
- 1991–1992: Staatstheater Kassel
- 1992–1993: Schauspiel Bonn
- 1993–1997: Theater die Insel Karlsruhe
- 1998–2001: Wuppertaler Bühnen (Schillertheater NRW)
- 2001: Staatsschauspiel Dresden
- 2002–2011: Staatstheater Karlsruhe
- 2012: Metropoltheater München
- 2011–2015: Stadttheater Ingolstadt
- 2016: Stadttheater Ingolstadt, Staatstheater Karlsruhe
- 2017: Metropoltheater München